# Liste der Monuments historiques in Rannée
Die Liste der Monuments historiques in Rannée führt die Monuments historiques in der französischen Gemeinde Rannée auf.

## Liste der Bauwerke
| Bezeichnung                   | Beschreibung | Standort | Kennzeichnung | Schutzstatus | Datum | Bild |
| ----------------------------- | ------------ | -------- | ------------- | ------------ | ----- | ---- |
| Kirche St-Crépin-St-Crépinien |              | (Lage)   | PA00090663    | Inscrit      | 1974  |      |

## Liste der Objekte
| Bezeichnung                            | Beschreibung                                                   | Standort                                    | Kennzeichnung | Schutzstatus | Datum | Bild           |
| -------------------------------------- | -------------------------------------------------------------- | ------------------------------------------- | ------------- | ------------ | ----- | -------------- |
| Kanzel                                 | Holz, Ende des 16. Jahrhunderts                                | in der Kirche St-Crépin-St-Crépinien (Lage) | PM35000400    | Classé       | 1907  | weitere Bilder |
| Taufbecken                             | Granit, 15. Jahrhundert                                        | in der Kirche St-Crépin-St-Crépinien (Lage) | PM35000401    | Classé       | 1951  |                |
| Prozessionsfahne (Nr. 2)               | Stoff, Ende des 19. Jahrhunderts                               | in der Kirche St-Crépin-St-Crépinien (Lage) | PM35002242    | Inscrit      | 1988  |                |
| Zwei Altäre und zwei Retabel           | Stein, Mitte 17. Jahrhundert                                   | in der Kirche St-Crépin-St-Crépinien (Lage) | PM35000404    | Classé       | 1966  |                |
| Rosenkranzaltar mit Retabel            | Stein, Mitte 17. Jahrhundert                                   | in der Kirche St-Crépin-St-Crépinien (Lage) | PM35000405    | Classé       | 1966  | weitere Bilder |
| Kreuzreliquiar                         | Holz, Metall, versilbert, drittes Viertel des 16. Jahrhunderts | in der Kirche St-Crépin-St-Crépinien (Lage) | PM35002247    | Inscrit      | 1988  |                |
| Altar mit Retabel                      | Holz und Marmor, 1654                                          | in der Kirche St-Crépin-St-Crépinien (Lage) | PM35000402    | Classé       | 1954  | weitere Bilder |
| Hauptaltar mit Retabel                 | Stein, Mitte des 17. Jahrhunderts                              | in der Kirche St-Crépin-St-Crépinien (Lage) | PM35000403    | Classé       | 1966  | weitere Bilder |
| 14 Kreuzwegstationen                   | Holz und Leinwand, 1860                                        | in der Kirche St-Crépin-St-Crépinien (Lage) | PM35002243    | Inscrit      | 1988  |                |
| Gemälde Erzengel Michael               | 19. Jahrhundert                                                | in der Kirche St-Crépin-St-Crépinien (Lage) | PM35002246    | Inscrit      | 1988  |                |
| Wandmalerei Tod des heiligen Sebastian | 14. Jahrhundert                                                | in der Kirche St-Crépin-St-Crépinien (Lage) | PM35000406    | Classé       | 1982  |                |
| Prozessionsfahne (Nr. 1)               | Stoff, um 1900                                                 | in der Kirche St-Crépin-St-Crépinien (Lage) | PM35002241    | Inscrit      | 1988  |                |
| Sechs Lüster                           | Glas, 19. Jahrhundert                                          | in der Kirche St-Crépin-St-Crépinien (Lage) | PM35002244    | Inscrit      | 1988  |                |
| Gemälde Unbefleckte Empfängnis         | 19. Jahrhundert                                                | in der Kirche St-Crépin-St-Crépinien (Lage) | PM35002245    | Inscrit      | 1988  |                |